# Какое-угодно-пространство
Какое-угодно-пространство (фр. espace quelconque) — понятие, используемое для характеристики таких сцен в кино, в которых пространство опустошено, лишено своей гомогенности, но при этом наделено потенциалом и множеством сингулярностей, предваряющих актуализацию события или чувства. Термин был сформулирован деятелем кинематографа Паскалем Оже и учеником французского философа Жиля Делёза, который и дал развитие идее в своей книге «Кино».

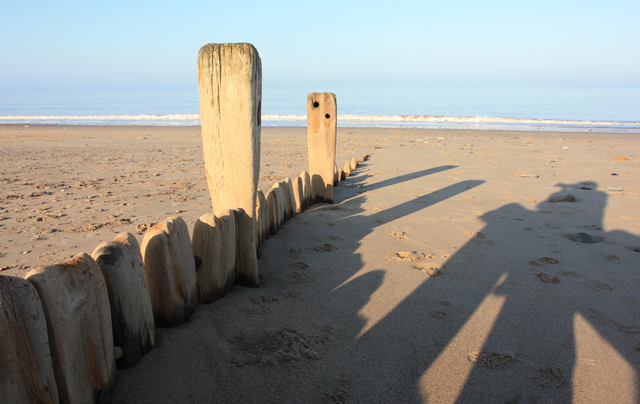
«Какое-угодно-пространство» всегда опустошено и лишено связи с другими элементами.

## Истоки идеи
Выбрав в качестве базы теорию образного восприятия, описанную Анри Бергсоном в книге «Материя и память», Делёз предлагает три образа-движения, которые представляют собой три различных варианта видения фильма, из которых и создается кино. Третий тип образа-движения — образ-переживание (образ-эмоция), неотъемлемым элементом которого как раз считается «какое-угодно-пространство».

## Части образа-переживания
Важно понять, что образ-переживание, в рамках которого существует «какое-угодно-пространство», есть множество элементов, которые действуют изнутри. Так реализуется имплозия. Делёз был сторонником постструктуралистского подхода к анализу кинематографа, а потому он разбирает по частям как сами фильмы, так и их составляющие.
Согласно Делёзу, «какое-угодно-пространство» существует для того, чтобы показать рождение, движение и распространение аффекта в парадигме целого фильма. Благодаря опустошенности пространства и его бессвязности происходящее на экране постигается зрителем тоньше и глубже.

### Аффект
Делёз уравнивает аффект, без которого «какое-угодно-пространство» было бы невозможным, с качеством-возможностью. Он рассматривает качество-возможность, помещенное в «какое-угодно-пространство», в антиномичной связи с качеством-возможностью, которое выражает человеческое лицо на экране, объединяя их как два типа знаков образа-переживания. Поскольку образ-переживание часто подразумевает крупный план, лица, запечатленные именно таким образом, призваны выражать разнообразные аффекты, которые лишь предвосхищают будущее действие. Однако Делёз обращает внимание на то, что эти качества-возможности являются событиями сами по себе, что во всей полноте позволяет выразить «какое-угодно-пространство».
Это чистые качества или сингулярные возможности, как бы чисто „возможное“. Разумеется, качества-возможности соотносятся с людьми и предметами, со всем положением вещей, как со своими основаниями. Но это весьма специфические следствия: вся их совокупность отсылает лишь к ним самим, они образуют высказывание о положении вещей, тогда как причины, со своей стороны, отсылают лишь к самим себе, образуя положение вещей.

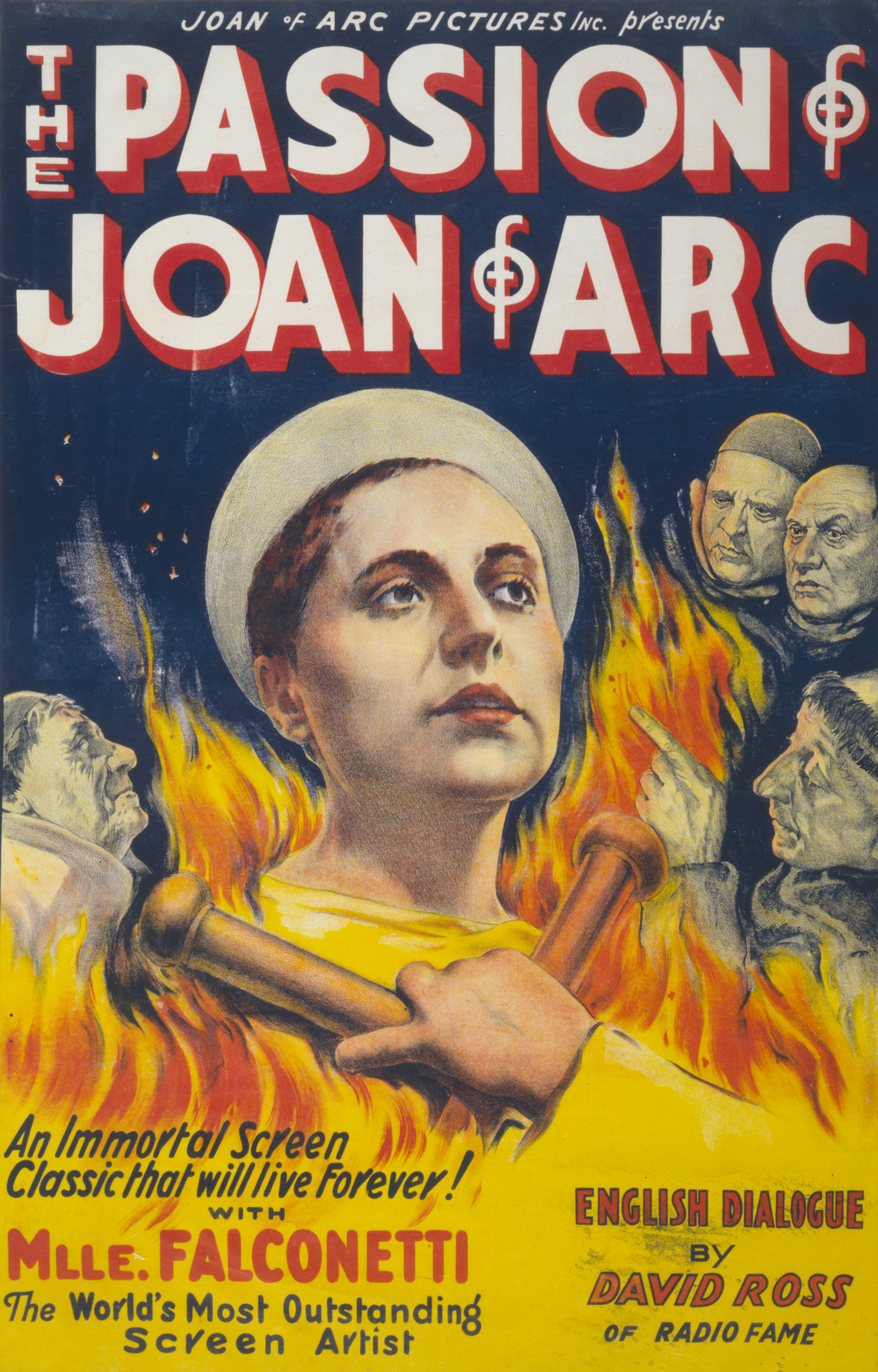
Постер к фильму К. Т. Дрейера «Страсти Жанны д‘Арк».

Для иллюстрации своей идеи Делёз приводит примеры крупных многоговорящих планов из фильмов Иван Грозный, Шёпоты и крики, Ящик Пандоры, а также из кинокартины Дрейера Страсти Жанны д'Арк, которую, по мнению автора, можно считать квинтэссенцией аффектов, выражаемых лицами. Однако, разобрав эту картину, Делёз приходит к выводу, что, поскольку аффект способен изменять пространство, взаимодействуя с лицами и планами благодаря «аффективному» монтажу, он может также преображать пространство, в котором нет людей и крупных планов. Выходит, что Делёз одновременно связывает аффект в «каком-угодно-пространстве» и аффект лиц в крупных планах и противопоставляет их друг другу.

### Отличие «каких-угодно-пространств»
Критическая разница двух явлений состоит в том, что в «каком-угодно-пространстве» роль лица и крупного плана в выражении аффекта перенимает само пространство, которое по своей природе не соотносится с понятием крупного плана. Тем не менее качество-возможность, выраженное лицом, позволяет понять, как существует «какое-угодно-пространство», а именно как место «чисто» возможного. Делёз был убежден, что анализируя сложные планы, зритель может войти «в „систему переживаний“ гораздо более сложную и дифференцированную, не столько легко поддающуюся идентификации и способную вызвать нечеловеческие аффекты». Такими пространствами могут быть по сути любые опустошенные пространства, наделенные возможностью, предвосхищением события и вместе с тем открепленные от реальности, существующие сами по себе в недетерминированном пространстве «Какие-угодно-пространства» стали возможны лишь после того, как мотивация персонажей в кино перестала иметь значение и позволила им праздно гулять по городу без цели. Это породило иные монтажные приемы, например, фрагментирование, благодаря которому и возникли «какие-угодно-пространства». Делёз обнаруживает их в фильмах Брессона, Дрейера, Антониони, Фассбиндера, Штернберга, Ивенса и работах других режиссеров немецкого экспрессионизма и итальянского неореализма.

## Построение «каких-угодно-пространств»
Создать «какое-угодно-пространство» в студии или на натурных съемках можно тремя способами:
- тенями
- лирической абстракцией
- цветом

#### Тени
Сравнивая работу с тенями в кино с экспрессионизмом в живописи, Делёз пишет, что пространство, насыщенное игрой теней, превращается в «какое-угодно». Игра теней здесь предполагает именно соперничество света и тени, которое видоизменяет очертания, тем самым делая пространство и его потенциал неограниченными. Например, тень может взять на себя роль аффекта угрозы, как в фильме Носферату. Симфония ужаса.

#### Лирическая абстракция
Лирическая абстракция, в отличие от теней, представляет собой не борьбу света и тени, а их чередование и предоставление духовного выбора вместо боя. Делёз описывает этот метод как «приключение света и белизны». Он помогает создать своеобразное метапространство. Здесь Делёз иллюстрирует рассуждения примером чередования дня и ночи в фильме Ланселот Озерный.

#### Цвет
Раскрывая роль цвета в создании «какого-угодно-пространства», Делёз подчеркивает, что цвет становится аффектом в рамках одной сцены или целого фильма и не имеет ничего общего с привычной символикой цвета (зеленый, значит, надежда). Порвав с этими связями, цвет способен поглотить все, что его окружает, потому что это не столько цвет, сколько образ-цвет, накладывающий свой аффект и на иные предметы.

## Критика
Паскаль Оже настаивал, что «какие-угодно-пространства» появились с развитием экспериментального кинематографа и потому анализ следует проводить, основываясь на них. Делёз же связывал их с Брессоном, с бессвязностью, присущей планам в его фильмах.
Олег Аронсон в журнале Киноведческие записки утверждает, что книга Делёза, его методы и нововведенные термины вызвали неоднозначную реакцию, поскольку он создал «абсолютно новый инструментарий для анализа фильмов, что, конечно, не предполагает никакой частной полемики по поводу отдельных фильмов или режиссеров, а требует вхождения в ту логику анализа, которую разрабатывает философ. Вхождение же в эту логику требует отказа от очень многих представлений относительно кино, казавшихся естественными, незыблемыми и никогда до этого момента не обсуждавшимися».

## В других работах
Анализируя фильм Зеркало в журнале Offscreen, режиссер и сценарист Дэвид Джордж Менард использовал терминологию, предложенную Делёзом, для обнаружения «каких-угодно-пространств». По его мнению, это понятие точно подходит для характеристики типичных пространств для кинематографа Тарковского.
Рональд Боуг в книге «Deleuze’s Wake: Tributes and Tributaries» использует понятие «каких-угодно-пространств», чтобы разобрать экранизации пьес Беккета и постановок в жанре но.
Авторы книги «Asian Cinema and the Use of Space: Interdisciplinary Perspectives» прибегают к анализу перехода от образов-движений в довоенном европейском реалистическом кино к фильмам итальянского неореализма после 1945 года. В «Кино» сам Делёз подчеркивает, что «какие-угодно-пространства» стали возможны лишь в послевоенном мире.
Исследуя вопрос перспективы, Марк Хансен в книге «New Philosophy for New Media» также использует делёзовский термин.
Писатель Адам Гринфилд в книге «Against the Smart City» оперирует понятием «каких-угодно-пространств», чтобы противопоставить их свойства чертам «умного города».
Сара Кантрелл, исследуя пространства в серии книг о Гарри Поттере в журнале Children’s Literature, использовала в том числе и понятие «каких-угодно-пространств», тем самым применив чисто кинематографический термин к литературе.
Михаил Ямпольский в заметках о пустоте в фильмах Антониони, опубликованных в журнале Сеанс, дополняет рассуждения анализом «каких-угодно-пространств» в картинах режиссера, акцентируя внимание на пустынях и опустошенных пространствах.

## Прочее
Поскольку Паскаль Оже лишь предложил термин, впоследствии развитый его учителем Делёзом, до некоторого времени бытовало мнение, что Делёз перепутал Оже с более известным однофамильцем — Марком Оже, который разработал концепцию «ничейных пространств». Путаница возникла из-за неверно напечатанной фамилии во французском и английском изданиях (Auger была заменена на Augé). Однако сам Паскаль Оже развеял сомнения в интервью Actu Philosophia, где подтвердил свое участие в кристаллизации понятия.